# Кызыл-Баржау
Кызыл-Баржау (баш. Ҡыҙыл Бәрйәү) — деревня в Нуримановском районе Республики Башкортостан Российской Федерации. Входит в состав Новокулевского сельсовета.

## География

### Географическое положение
Расстояние до:
- районного центра (Красная Горка): 23 км,
- центра сельсовета (Новокулево): 11 км,
- ближайшей ж/д станции (Иглино): 38 км.

## История
До 2008 года деревня входила в состав Нимисляровского сельсовета.

## Население
| 2002 | 2009 | 2010 |
| ---- | ---- | ---- |
| 57   | ↘44  | ↗55  |

Национальный состав
Согласно переписи 2002 года, преобладающая национальность — татары (89 %).